# Ceratophysella annae
Ceratophysella annae är en urinsektsart som först beskrevs av Babenko in Babenko, Chernova, Potapov och Sophya K. Stebaeva 1994.  Ceratophysella annae ingår i släktet Ceratophysella och familjen Hypogastruridae. Inga underarter finns listade i Catalogue of Life.